# Plato bicolor
Espèce
Synonymes
- Wendilgarda bicolor Keyserling, 1886

Plato bicolor est une espèce d'araignées aranéomorphes de la famille des Theridiosomatidae.

## Distribution
Cette espèce est endémique d'Amazonas au Brésil,. Elle se rencontre à Presidente Figueiredo dans les grottes Caverna Maroaga et Gruta da Judéia.

## Description
Le mâle décrit par Prete et Brescovit en 2024 mesure 2 mm et la femelle 2,6 mm.

## Systématique et taxinomie
Cette espèce a été décrite sous le protonyme Wendilgarda bicolor par Keyserling en 1886. Elle est placée dans le genre Plato par Coddington en 1986.

## Publication originale
- Keyserling, 1886 : Die Spinnen Amerikas. Theridiidae. Nürnberg, vol. 2, p. 1-295 (texte intégral).